# Verner E. Suomi
Verner Edward Suomi, född 1915, död 30 juli 1995, var en finländsk-amerikansk meteorolog.
Suomi kallas ibland "satellitmeteorologins fader" eftersom han var frontfiguren i just denna del av meteorologin. Suomi erhöll 1968 det amerikanska meteorologisamfundets finaste utmärkelse Carl-Gustaf Rossby-medaljen.